# Mascaraneus remotus
Mascaraneus remotus är en spindelart som beskrevs av Gallon 2005. Mascaraneus remotus ingår i släktet Mascaraneus och familjen fågelspindlar.
Artens utbredningsområde är Mauritius. Inga underarter finns listade i Catalogue of Life.